# Il pulcino Pio
«Il pulcino Pio» («Иль пульчи́но Пи́о») — итальянская песня. Исполняется цыплёнком по имени Пульчи́но Пи́о (итал. Pulcino Pio, букв. «Цыплёнок Пи»).
В Италии, будучи 18 июля 2012 года изданной как цифровой сингл римской радиостанцией Radio Globo на лейбле Globo Records, поднялась на первое место публикуемого Итальянской федерацией звукозаписывающей индустрии синглового чарта и оставалась на 1 месте 8 недель подряд.
Версии на соответствующих языках также стали хитами во Франции, Испании, Нидерландах и некоторых других европейских странах.
В Италии сингл был сертифицирован пятикратно платиновым.

## Список композиций
Цифровая скачка
| №  | Название                      | Длительность |
| -- | ----------------------------- | ------------ |
| 1. | «Il pulcino Pio» (Radio Edit) | 2:40         |
| 2. | «Il pulcino Pio» (Remix)      | 3:42         |

## Чарты
| Чарт (2012)                    | Название             | Наивысш. позиция |
| ------------------------------ | -------------------- | ---------------- |
| Бельгия (Ultratip 40 Валлония) | «Le poussin Piou»    | 15               |
| Франция (SNEP)                 | «Le poussin Piou»    | 9                |
| Италия (FIMI)                  | «Il pulcino Pio»     | 1                |
| Нидерланды                     | «Het kuikentje Piep» | 2                |
| Испания (PROMUSICAE)           | «El Pollito Pio»     | 7                |
| Греция                         | «To Poulaki Tsiou»   | 1                |

### Итоговые годовые чарты
| Чарт (2012)  | Наивысш. позиция |
| ------------ | ---------------- |
| Italy (FIMI) | 3                |

## Сертификации
| Регион                                                                      | Сертификация  | Продажи |
| --------------------------------------------------------------------------- | ------------- | ------- |
| Италия (FIMI)                                                               | 5× Платиновый | 150 000 |
| Данные о продажах + прослушиваниях приведены только на основе сертификации. |               |         |